# آبشار تینارو
آبشار تینارو (به انگلیسی: Tinaroo Falls) آبشاری است که در کوئینزلند، استرالیا واقع شده و ارتفاع کلی ریزشگاه آن ۱۲ متر است.